# Edgar (opera)
Edgar is een opera (dramma lirico) in drie (oorspronkelijk vier) bedrijven van Giacomo Puccini, op een Italiaans libretto van Ferdinando Fontana, gebaseerd op het toneelstuk (op rijm) La Coupe et les lèvres van Alfred de Musset. De première vond plaats in het Teatro alla Scala in Milaan op 21 april 1889.
Edgar, Puccini's tweede opera, werd in opdracht van de uitgever Ricordi gecomponeerd, nadat zijn eerste toneelwerk Le Villi goed ontvangen was. De oorspronkelijke versie had vier bedrijven en werd duidelijk minder goed ontvangen. In januari 1890 publiceerde Ricordi daarom een herziene versie, met een ander einde van het tweede bedrijf. In het najaar van 1891 reviseerde Puccini het werk opnieuw, schrapte het laatste bedrijf en produceerde een nieuwe versie met drie bedrijven, die hij in 1905 opnieuw herzag. In deze definitieve vorm had de opera nog minder succes dan in de oorspronkelijke eerste versie. Een gedeelte van de geschrapte muziek gebruikte Puccini later opnieuw in Tosca en werd zo uiteindelijk het fraaie duet van het derde bedrijf "Amaro sol per te m'era il morire!" De begrafenismars uit het derde bedrijf werd op Puccini's eigen begrafenis gespeeld en gedirigeerd door Arturo Toscanini.
De parallellen met Bizets Carmen zijn legio: in beide opera’s gaat het over een verwarde jongeman (de tenor: Edgar vs Don José) die worstelt met de keuze tussen de pure ingetogen liefde van het dorpsmeisje (sopraan: Fidelia vs Micaëla) en de verterende hartstocht van een exotische zigeunerin (mezzosopraan: Tigrana vs Carmen).

## Rolverdeling
- Edgar - tenor
- Fidelia - sopraan
- Tigrana - sopraan
- Frank - bariton
- Gualtiero, vader van Fidelia en Frank - bas
- Boeren, soldaten, leden van de hofhouding, monniken, kinderen - koor

## Synopsis (versie met drie bedrijven)

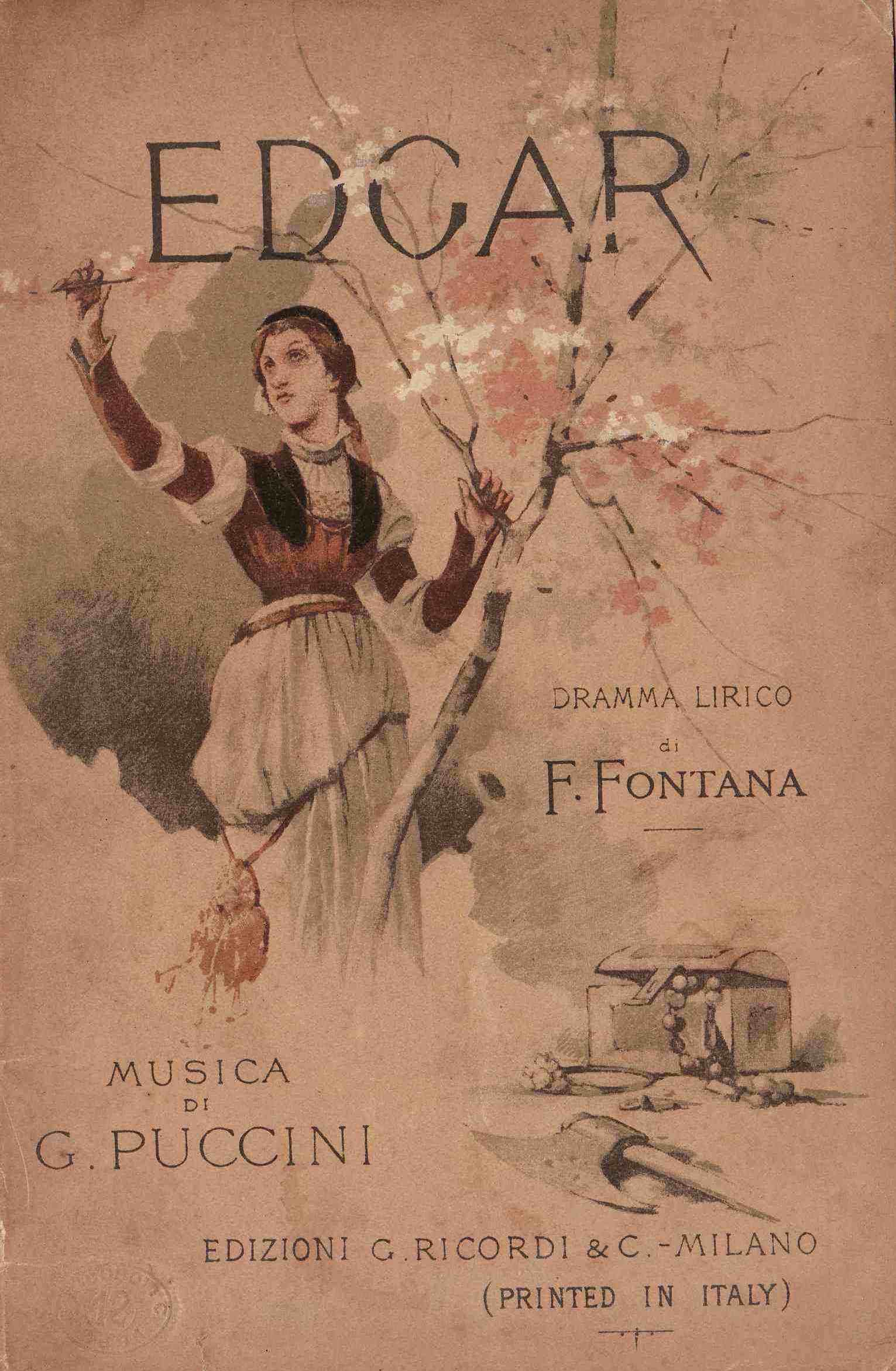

Plaats: Vlaanderen
Tijd: 1302

### Eerste bedrijf
Fidelia geeft de wakker wordende Edgar een tak amandelbloesem, maar vertrekt wanneer ze Tigrana ziet aankomen. Tigrana probeert Edgar te verleiden hun leven vol losbandigheid weer op te vatten, maar Edgar verklaart de voorkeur te geven aan de puurheid van Fidelia's liefde. Frank, die altijd van Tigrana gehouden heeft, komt binnen, maar als hij er niet in slaagt haar voor zich te winnen hekelt hij haar en maken ze ruzie.
Nadat Tigrana de biddende dorpsbewoners heeft bespot bevelen die haar het dorp te verlaten. Zij trekt zich terug in Edgars huis, waar hij haar beschermt tegen de boze massa. Hij verklaart daarop dat hij met haar mee zal gaan, alvorens zijn huis in brand te steken. Frank probeert hem tegen te houden en het komt tot een duel waarbij Frank gewond raakt. De dorpsbewoners vervloeken de twee vluchtende geliefden.

### Tweede bedrijf
Edgar heeft een wilde orgie in het huis van Tigrana verlaten. Hij is zijn losbandig leven moe en verlangt naar Fidelia. Tigrana wil hem verleiden terug te keren naar het feest, maar juist als zij lijkt te slagen arriveert een peloton soldaten. Edgar is verrast dat Frank aan de leiding gaat van het peloton en vraagt hem om vergeving. Frank is graag bereid hem die te schenken, vooral omdat het gevecht de greep die Tigrana op hem had verbroken heeft. Om aan Tigrana te ontsnappen sluit Edgar zich ondanks haar smeekbeden bij het peloton aan. Tigrana zweert wraak als de mannen haar verlaten.

### Derde bedrijf
Een lange begrafenisstoet voert het geharnaste lichaam mee van Edgar, die in de strijd gesneuveld is. Frank en de menigte prijzen Edgar als held, maar een monnik die Edgars bekentenis tijdens zijn sterven heeft gehoord klaagt hem heftig aan. De menigte laat zich overtuigen en vervloekt Edgar. Fidelia is de enige die achter Edgar blijft staan en zweert dat zij hem in de hemel weer zal zien.
Nadat de massa vertrokken is komt Tigrana snikkend binnen. Zowel Frank als de monnik vragen haar zich van Edgar af te keren, maar ze weigert, totdat zij haar juwelen aanbieden. De massa keert terug. De monnik beweert dat Edgar zijn land verraden heeft voor enkele goudstukken, en met tegenzin bevestigt Tigrana dit verhaal. Wanneer de soldaten proberen het lichaam te ontheiligen ontdekken ze dat het slechts een harnas is zonder lichaam dat is opgebaard. Nu onthult de monnik zijn ware identiteit, hij is Edgar en hij zegt te zullen vertrekken met Fidelia, de enige die hem trouw gebleven is. Vervuld van woede en wraakgevoelens steekt Tigrana Fidelia neer. Edgar treurt bij het levenloze lichaam van zijn geliefde terwijl de soldaten Tigrana gevangennemen en de massa gebeden aanheft.

## Belangrijke aria's
- "O fior del giorno" — Fidelia in het eerste bedrijf
- "Già il mandorlo vicino" — Fidelia in het eerste bedrijf
- "Questo amor, vergogna mia" — Frank in het eerste bedrijf
- "Tu il cuor mi strazi" — Tigrana in het eerste bedrijf
- "Orgia, chimera dall'occhio vitreo" — Edgar in het tweede bedrijf
- "Addio, mio dolce amor" — Fidelia in het derde bedrijf
- "Nel villaggio d'Edgar" — Fidelia in het derde bedrijf
- "Ah! se scuoter della morte" — Tigrana in het derde bedrijf (in de eerste versie)
- "Un'ora almen" — Fidelia in het vierde bedrijf (in de eerste versie)

## Geselecteerde opnamen
| jaar | Bezetting (Edgar, Fidelia, Tigrana, Frank)                            | Dirigent, Operagezelschap en orkest                                   | Label                                             |
| ---- | --------------------------------------------------------------------- | --------------------------------------------------------------------- | ------------------------------------------------- |
| 1977 | Carlo Bergonzi, Renata Scotto, Gwendolyn Killebrew, Vicente Sardinero | Eve Queler, Opera Orchestra of New York, Schola Cantorum of New York  | Audio CD: Sony Classical ASIN B000002595          |
| 2006 | Plácido Domingo, Adriana Damato, Marianne Cornetti, Juan Pons         | Alberto Veronesi, Orchestra dell'Accademia Nazionale di Santa Cecilia | Audio CD: Deutsche Grammophon Cat: 00289 477 6102 |

Noot: "Cat:" is een afkorting voor catalogusnummer van het label; "ASIN" is een referentienummer van amazon.com.